# زوج‌های عاشق (فیلم ۱۹۸۰)
زوج‌های عاشق (به انگلیسی: Loving Couples) فیلمی محصول سال ۱۹۸۰ و به کارگردانی جک اسمایت است. در این فیلم بازیگرانی همچون شرلی مک‌لین، جیمز کابرن، سوزان ساراندون، استیون کالینز، سالی کلرمن، نان مارتین، پت کورلی، مایکل کوری، جان دی لانسی و پیتر هابس ایفای نقش کرده‌اند.